# Hamilton-Norwood-Schema
Das Hamilton-Norwood-Schema unterteilt den androgenetischen Haarausfall (Alopecia androgenetica) des Mannes in verschiedene Stadien, die sieben Stufen (I bis VII) zugeordnet werden. Entwickelt wurde diese schematisierte Verlaufsklassifikation 1951 von James Hamilton. O’Tar T. Norwood modifizierte und erweiterte sie 1975. Bei etwa 80 Prozent der betroffenen Männer folgt die Heranbildung der Glatze der vorgegebenen Einteilung. Das Hamilton-Norwood-Schema ermöglicht eine standardisierte medizinische Dokumentation des Haarverlustes. Anwendung findet es unter anderem bei der Untersuchung von Betroffenen und bei Haartransplantationen.
Ein davon abgeleitetes, dreistufiges Schema wurde 1977 von Ludwig veröffentlicht. Es beschreibt einen eher diffusen Haarausfall um den Mittelscheitelbereich, der typisch für den androgenetischen Haarausfall bei Frauen ist, aber auch bei etwa einem Fünftel der betroffenen Männer auftritt.

## Stadien

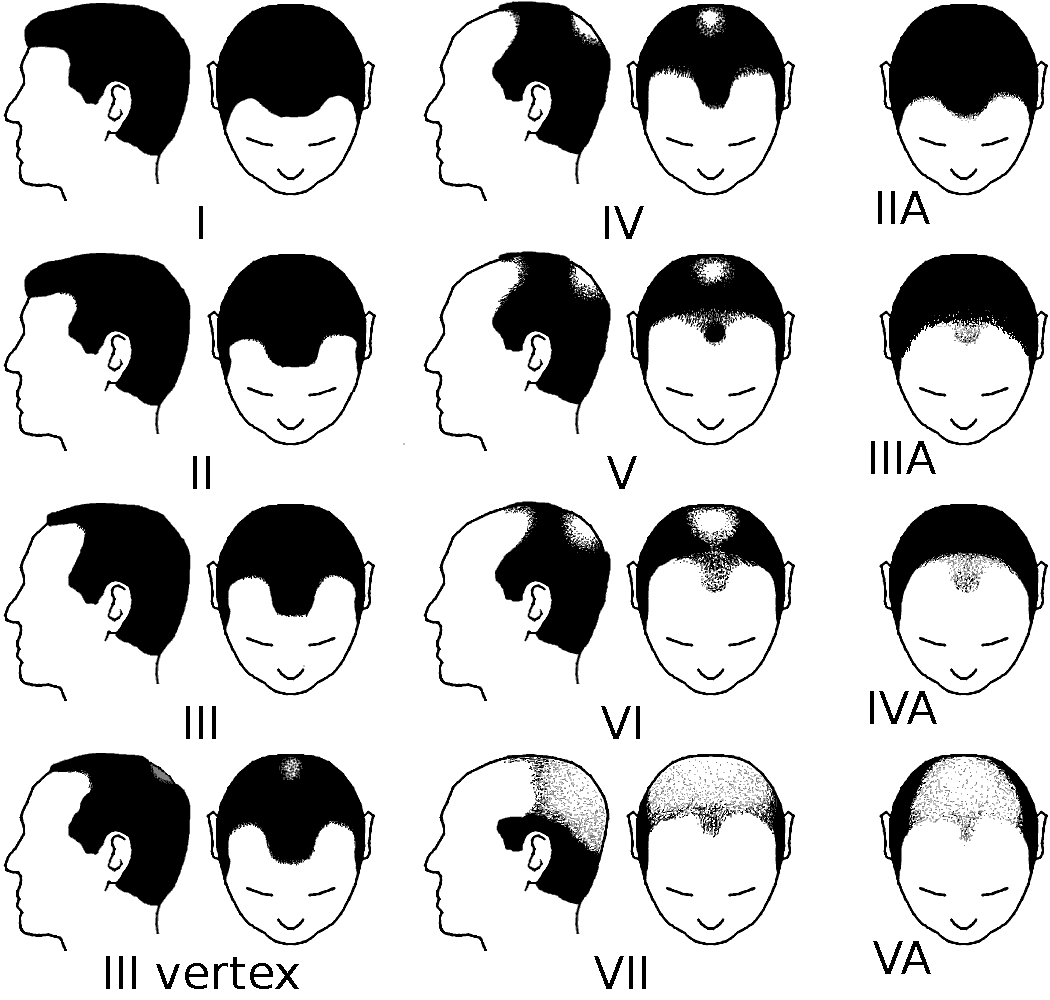
Hamilton-Norwood-Schema.

Der typische Verlauf des androgenetischen Haarausfalls beginnt temporal (an den Schläfen) und frontal (an der Stirn). Später lichtet sich das Haar zudem im Bereich des Vertex (oberer Hinterkopf), bis die kahle Fläche schließlich über die gesamte Schädeldecke hinweg reicht. Ein Haarkranz von oberhalb der Ohren um den gesamten Hinterkopf herum bleibt meist erhalten.
- Typ I: Kein oder sehr geringes Rückweichen des frontalen Haaransatzes.
- Typ II: Haarausfall frontal und temporal, Ausbildung von dreieckigen Regionen ohne Behaarung an den Schläfen (Geheimratsecken), geht nicht über eine zwei Zentimeter vor den äußeren Gehörgängen gedachte Verbindungslinie hinaus.
- Typ III: Geheimratsecken reichen nach posterior (Richtung Hinterkopf) über die vor den Gehörgängen gedachte Verbindungslinie hinaus; Mindestniveau für „Kahlheit“.
- Typ III (Vertex bzw. Scheitel): Haarverlust vor allem im Scheitelbereich, frontaler Haarverlust meist in Stadium I oder II, überschreitet Stadium III nicht.
- Typ IV: Weiterer Haarverlust im Scheitelbereich, frontaler Haarverlust überschreitet Stadium III, Zonen werden durch ein deutliches Haarband voneinander getrennt.
- Typ V: Zonen des ausgeprägten Haarverlustes frontal und auf dem Scheitel werden nur noch durch eine schmale Zone der Behaarung voneinander getrennt, das Haar an Schläfe und Hinterkopf nimmt „Hufeisenform“ an (auch Typ VI und VII)
- Typ VI: Gebiete des Haarverlustes in Stirn- und Scheitelregion sind ineinander übergegangen, laterale (zu den Seiten strebende) Ausbreitung der haarlosen Areale.
- Typ VII: Vom ursprünglichen Haarwuchs verbleibt nur ein schmales Band, welches sich von den Ohren um den Hinterkopf herum zieht.

Für die Typen II bis V existiert eine Unterteilung in A- und V-Varianten. Bei den A-Varianten findet sich nur ein geradlinig fortschreitender, frontaler Haarverlust; bei den V-Varianten schwindet das Haar zusätzlich im Bereich des Vertex. Ein stark umstrittener Erklärungsversuch für die typische Abfolge des Haarausfall ist der Spannungshaarausfall.